# Talbot Horizon
Talbot Horizon, även Simca Horizon och ibland även Chrysler-Simca Horizon är en personbil, tillverkad av Chrysler Europe och dess efterföljare mellan 1977 och 1986.

## Chrysler / Simca / Talbot Horizon
Under Horizons tioåriga produktionstid utspelades samtidigt Chrysler Europes sammanbrott, PSA:s övertagande, ivrigt påhejat av franska staten, samt bilmärket Talbots uppgång och fall.
Horizon var Chrysler Europes andra stora projekt, efter Simca 1307, och togs fram för att ersätta den framgångsrika Simca 1100. Även den forna Rooteskoncernens bilar var i stort behov av moderna efterföljare. Britterna ritade den nya bilen, medan fransmännen stod för tekniken, som baserades på 1100:n. Många lösningar delades även med den större 1307.
Bilen presenterades i slutet av 1977 och produktionen skedde till att börja med i Frankrike. Från 1980 tillverkades bilen även i engelska Ryton-on-Dunsmore. På den franska marknaden kallades bilen Simca Horizon, medan britterna kallade den Chrysler Horizon. I övriga Europa tog man det säkra före det osäkra och valde namnet Chrysler-Simca Horizon. Europas motorjournalister valde Horizon till Årets bil 1979.
I slutet av sjuttiotalet hade Chrysler Corporation stora ekonomiska svårigheter och ett av problemen var företagets europeiska avdelning, som gjorde stora förluster. 1978 lyckades man sälja Chrysler Europe till Peugeot. Ett av den nye ägarens första beslut var att döpa om företaget och från augusti 1979 kallades bilen Talbot Horizon.
Den sista Horizon-bilen tillverkades i Ryton-on-Dunsmore 1986, men det tog ytterligare ett år innan man sålt slut på lagret. Efterträdaren togs fram för att säljas under namnet Talbot Arizona, men innan den hunnit presenteras, beslutade PSA att lägga ned Talbot och den nya bilen fick namnet Peugeot 309.
Versioner:
| Modell | Motor               | Cylindervolym | Effekt | Bränslesystem          |
| ------ | ------------------- | ------------- | ------ | ---------------------- |
| 1.1    | 4-cyl radmotor ohv  | 1118 cm³      | 58 hk  | Enkel förgasare        |
| 1.3    | 4-cyl radmotor ohv  | 1294 cm³      | 64 hk  | Enkel förgasare        |
| 1.5    | 4-cyl radmotor ohv  | 1442 cm³      | 82 hk  | Enkel förgasare        |
| 1.6    | 4-cyl radmotor ohv  | 1592 cm³      | 90 hk  | Enkel förgasare        |
| 1.9D   | 4-cyl radmotor SOHC | 1905 cm³      | 64 hk  | Dieselmotor (Från PSA) |

## Horizon i Finland
Finska Valmet Automotive tillverkade Talbot-bilar från 1979, både Horizon och den större 1510. Valmet rationaliserade tillverkningen med åren och införde inredningsdetaljer från Saab, som tillverkades parallellt. Den sista finska Horizon-bilen byggdes 1985.

## Plymouth Horizon / Dodge Omni
Horizon tillverkades även i USA och såldes fram till 1990 under namnen Plymouth Horizon och Dodge Omni. Utöver 1,6-litersmotorn fanns den även med 1,7-litersmotor från VW och en amerikansk 2,2-litersmotor.
Se under huvudartikeln: Dodge Omni.